# 横尾龍

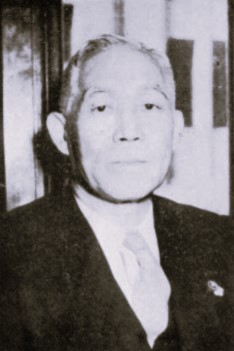
横尾 龍

横尾 龍（よこお しげみ、男性、1883年（明治16年）7月21日 – 1957年（昭和32年）1月7日）は、日本の実業家、政治家。通商産業大臣（第4代）。参議院議員（1期）。

## 来歴
佐賀県小城郡芦刈町（現小城市）に生まれる。佐賀県尋常中学校唐津分校、第五高等学校を経て、1907年東京帝国大学工科大学造船科を卒業、三菱長崎造船所に入社する。その後鈴木商店に転職し、1921年神戸製鋼播磨造船工場工作課長、後に工場長、1929年播磨造船所専務取締役となる。1943年社長に就任。
戦後の1949年、兵庫県選挙区で行われた参議院補欠選挙に民主自由党より立候補し当選。1950年第3次吉田第1次改造内閣にて通商産業大臣として入閣する。1951年播磨造船所会長。1953年に早くも政界を引退。
東洋航空工業社長、日本海事協会理事、造船工学会理事も歴任した。
1957年1月7日、肺炎のため死去、73歳。死没日をもって勲二等瑞宝章追贈、正八位から従三位に叙される。